# Guapi Airport
Guapi Airport är en flygplats i Colombia.   Den ligger i departementet Cauca, i den västra delen av landet, 500 km sydväst om huvudstaden Bogotá. Guapi Airport ligger 50 meter över havet.
Terrängen runt Guapi Airport är huvudsakligen platt. Guapi Airport ligger uppe på en höjd. Runt Guapi Airport är det glesbefolkat, med 14 invånare per kvadratkilometer. Närmaste större samhälle är Guapi, 1,4 km öster om Guapi Airport. I omgivningarna runt Guapi Airport växer i huvudsak städsegrön lövskog.